# UGC 101
UGC 101 es una galaxia espiral barrada localizada en la constelación de Andrómeda.